# Сорочинка (Казахстан)
Соро́чинка (каз. Сорочин) — село у складі Сарикольського району Костанайської області Казахстану. Адміністративний центр Сорочинського сільського округу.
Населення — 542 особи (2021; 752 у 2009, 739 у 1999, 702 у 1989).